# Charles Reznikoff
Charles Reznikoff (ur. 31 sierpnia 1894 w Brooklynie, zm. 22 stycznia 1976 w Nowym Jorku) – amerykański poeta, pisarz i dramaturg. Przedstawiciel szkoły obiektywistów.

## Życiorys
Urodził się w rodzinie żydowskich emigrantów z Rosji. Studiował najpierw dziennikarstwo, a potem prawo, studia na New York University ukończył w 1916. Przez pewien czas pracował w rodzinnej firmie jako komiwojażer. Później zatrudnił się w wydawnictwie publikującym książki z dziedziny prawa. Wraz z Louisem Zukofskym i George'em Oppenem założył oficynę wydawniczą Objectivist Press, publikującą dzieła obiektywistów.

## Twórczość
Początkowo wpływ na jego wiersze wywierała poetyka imagistyczna, później przejął się ideami obiektywizmu. Debiutował w 1918 tomem Rhythms (Rytmy). Dużym osiągnięciem artystycznym był ogłoszony w 1959 tom Inscriptions. W 1969 ukazała się Family Chronicle (Kronika rodzinna). Twórca pracował nad obszernym poematem o historii amerykańskiej diaspory żydowskiej Testimony: The United States 1885–1915 (Świadectwo. Stany Zjednoczone 1885–1915), ale planowanej czterotomowej całości nie ukończył (publikacja części dzieła 1965, 1968). Ogłosił też tom Holocaust (1975). Ponadto jest autorem m.in. powieści By the Waters of Manhattan (Nad wodami Manhattanu) z 1930.
W 1971 otrzymał Morton Dauwen Zabel Prize przyznawaną przez The National Institute of Arts and Letters.
Na język polski poezje Reznikoffa tłumaczył Piotr Sommer. W 1991 wydał ich wybór pt. Graffiti, duży blok jego wierszy włączył też do swej antologii O krok od nich. Przekłady z poetów amerykańskich (2006, 2018). W 2019 roku opublikował obszerny wybór wierszy i poematów Reznikoffa pt. Co robisz na naszej ulicy (WBPiCAK, 2019), za który otrzymał Nagrodę Literacką Gdynia w dziedzinie przekładu. W 2024 roku ukazała się powieść Muzykant w tłumaczeniu Piotra Sommera i Marcina Szustera.